# Ascot Vale
Ascot Vale ist ein Stadtteil im Nordwesten der australischen Metropole Melbourne. Er befindet sich ca. 7 km vom Stadtzentrum entfernt und grenzt im Osten an den Maribyrnong River, im Westen an das Moonee Ponds Creek.
Die Geschichte des Stadtteils begann 1888, als dort ein Postamt eröffnet wurde.